# Ecnomus spia
Ecnomus spia là một loài Trichoptera trong họ Ecnomidae. Chúng phân bố ở miền Australasia.